# Oroniscus stentai
Oroniscus stentai là một loài chân đều trong họ Oniscidae. Loài này được Arcangeli miêu tả khoa học năm 1926.